# 棋類

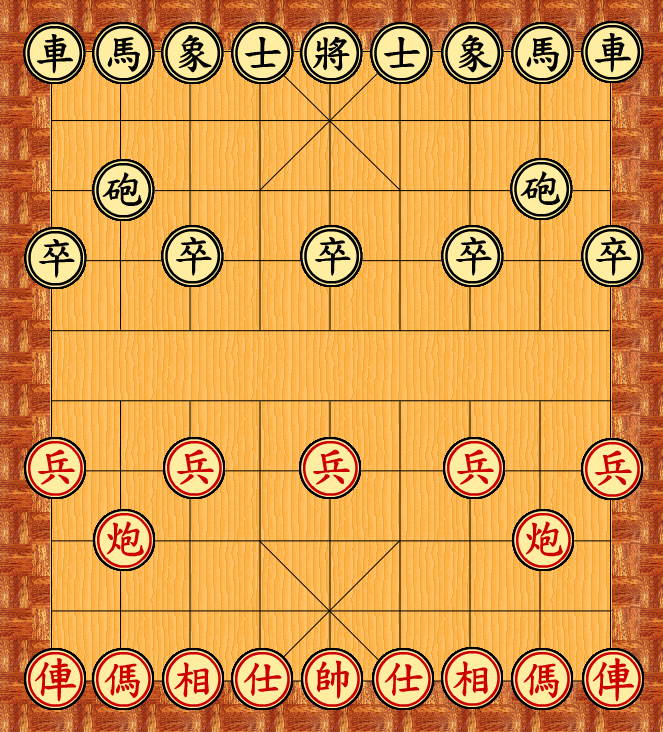
中国象棋棋盘和棋子

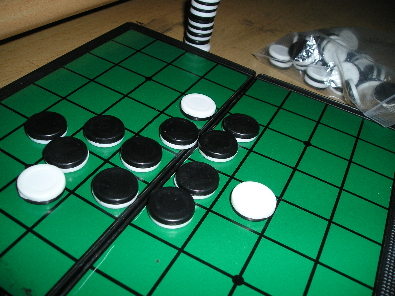
黑白棋

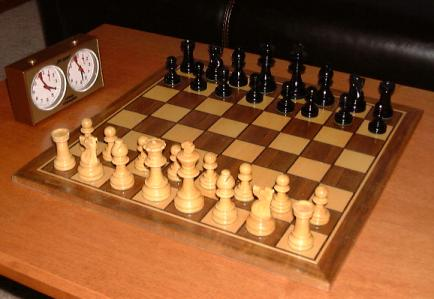
西洋棋

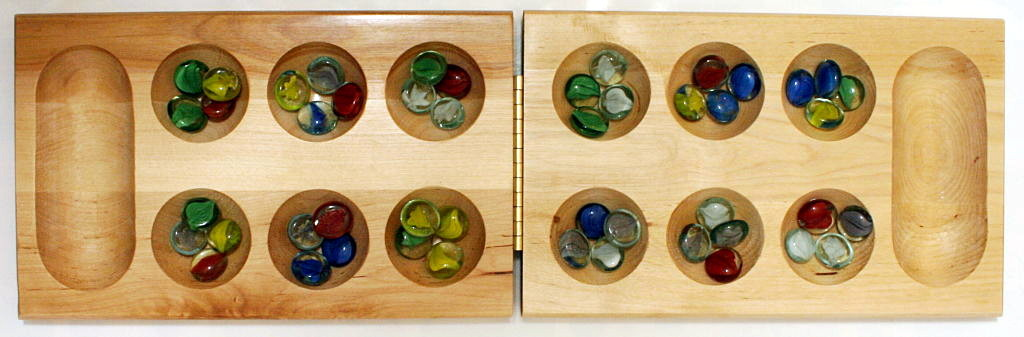
寶石棋

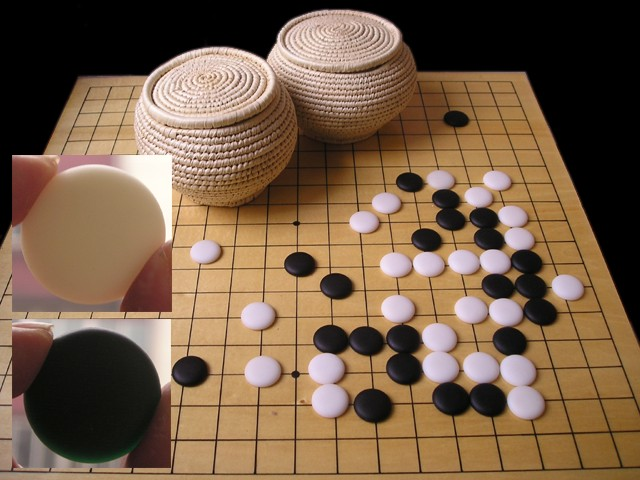
圍棋：藤盒與雲子

棋類、棋類遊戲、棋是華人對遊戲依照用具與內容來區別的一種特有分類名稱，英文無直接對應的字詞，然而多數種類棋子可翻成"Piece"，或會分類成棋盤遊戲("Boardgame")，藏族可對應的字詞則有久、密芒，韓國稱為고누，越南則稱Cờ。而日文中的「棋（き）」和韓文的雖直接對應「棋」字，但幾乎僅用來指本國的將棋。
許多棋類遊戲在遠古時代便已誕生，如中東跳棋、播棋、直棋、老虎棋，至今仍盛行於世，並由於流傳廣泛歷史悠久因而在各地規則會衍生不少變體。

## 定義
棋類指在棋盤上依照規則移動上面的棋子，配件只需棋類三要素、偏向抽象且規則簡潔，傾向以策略定勝負的遊戲，橫跨版圖遊戲、紙筆遊戲、智力遊戲。
有棋類也可自弈，如孔明棋，因而涵蓋一些智力遊戲；也有棋類可只用筆畫符號代替棋子，如五子棋、井字棋、點格棋、方格連線，因而涵蓋一些紙筆遊戲；也有棋類則可以用棋子來表示方位，因此不需棋盤指示，而只需在桌面棋類多數要靠腦力取勝的，如圍棋、象棋、五子棋，可歸類於歐美定義的抽象策略遊戲；但也有少數運氣很大的飛行棋。也有人主張不把有運氣性的遊戲冠以棋字，不當作棋類。

### 差別
西式戰爭類棋盤遊戲又稱為戰棋，名稱雖帶有棋字，但在用具與內容不合棋類定義，因為不像下象棋或西洋棋是用棋盤，而是利用模擬地形的沙盒或真實地形圖的版圖，並且模擬實際的距離來進行遊戲。中式戰棋(或軍棋)雖然含有運氣成份，亦需要由玩家先佈陣，但亦使用棋盤並且屬於策略型棋類遊戲，隊制軍棋(如四國軍棋)更需要考驗隊員的默契。
彈棋雖也有冠有棋名，但不是棋類遊戲，反倒同於靠運動神經技巧的撞球、彈珠，屬於彈局遊戲。

## 依勝利條件分類
有些棋類具兩種以上取勝方式，因此有些棋類可能屬於多於一種分類，如鬥獸棋和陸軍棋。
| 各類名稱 | 英文名稱    | 特徵說明                                                                   | 舉例遊戲                                             |
| -------- | ----------- | -------------------------------------------------------------------------- | ---------------------------------------------------- |
| 到達類   | Race        | 使己棋盡快到達目的地而獲勝。                                               | 中國跳棋、飛行棋、雙陸棋、印度鬥獸棋、鬥獸棋、巴士棋 |
| 封鎖類   | Stalemate   | 使對手棋子不得走子而獲勝。                                                 | 區字棋、亞馬遜棋                                     |
| 佔地類   | Territory   | 佔領比對手多空間而獲勝。                                                   | 圍棋、點格棋                                         |
| 成型類   | Arrange     | 使己方棋子排列成為一定數量的特定形狀而獲勝。                               | 五子棋、拼六棋、連珠、紐西蘭圍棋、井字棋             |
| 滅子類   | Elimination | 吃光對方所有棋子而獲勝。                                                   | 西洋跳棋、五子飛棋、暗棋、暗獸棋、鬥獸棋、孔明棋     |
| 取子類   | Checkmate   | 勝利條件是吃掉一個或部分特定棋子。通常具有多種棋面符號，各符號有不同功能。 | 中國象棋、朝鮮象棋、日本將棋、西洋象棋、陆军棋       |
| 爭子類   | Counting    | 棋子常會改變控制權。終局棋子多的一方獲勝。                                 | 播棋、黑白棋、同化棋                                 |
| 得分類   | Scoring     | 具多種得分的條件，分數高而獲勝。                                           | 拱橋棋、企鵝棋、蛙棋                                 |
| 佈陣類   | Formation   | 玩家將子力佈局在己方的陣營，開局後將敵方的軍旗奪下獲勝。                   | 陸軍棋、四國軍棋、海陸空戰棋                         |

## 外部連結
- 棋類運動-育人为上
- 中國鄉土棋類介紹
- 民間棋類遊戲 （页面存档备份，存于）